# Lavandula canariensis
Lavandula canariensis là một loài thực vật có hoa trong họ Hoa môi. Loài này được (L.) Mill. mô tả khoa học đầu tiên năm 1768.

## Hình ảnh

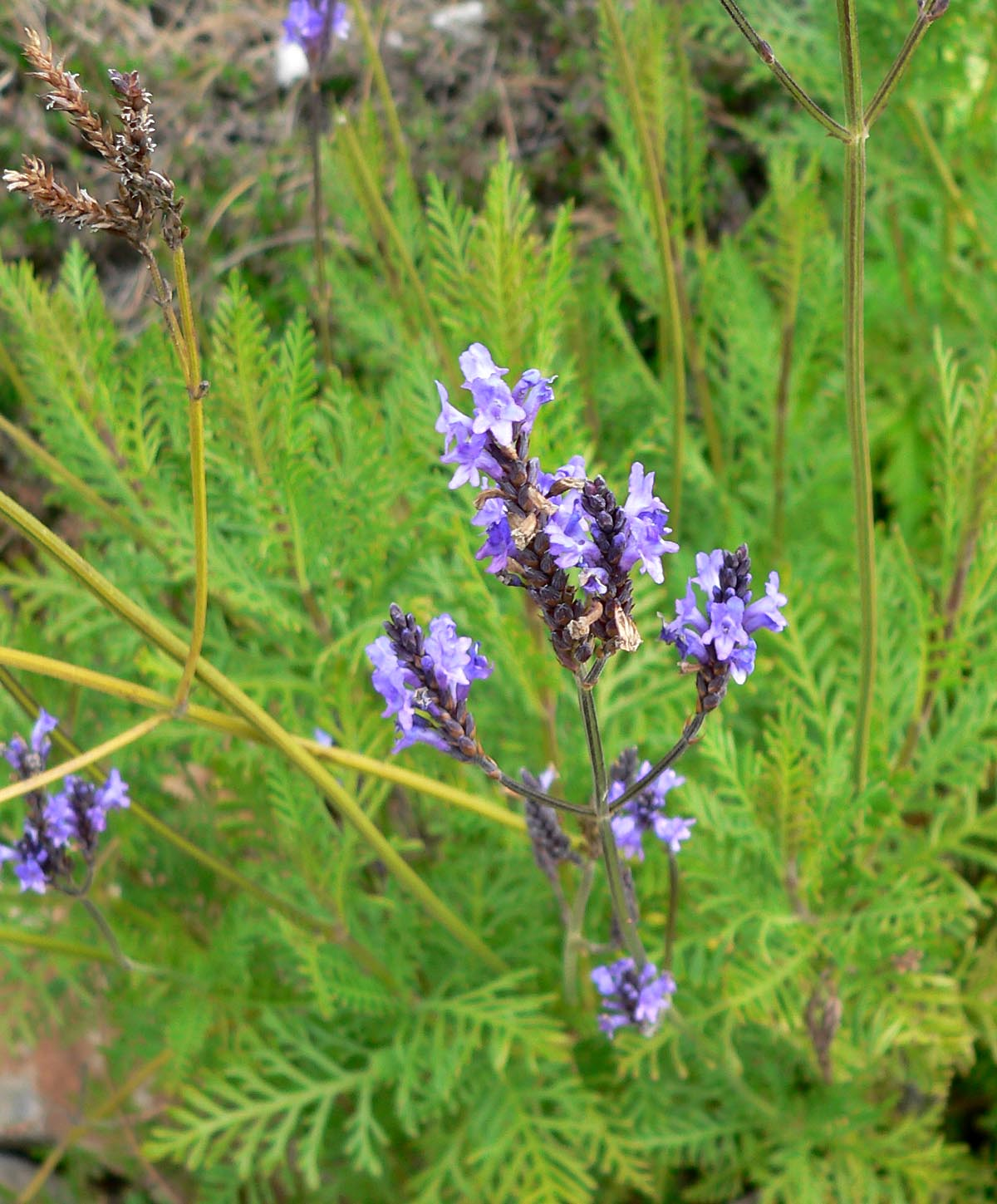
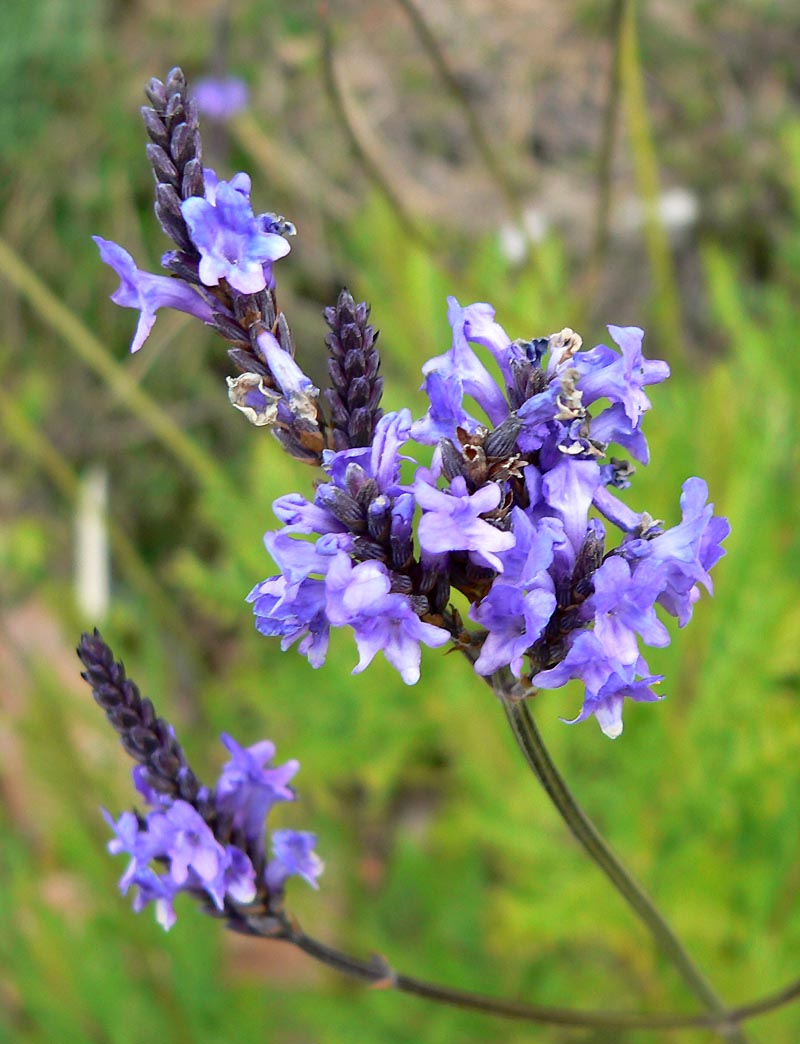
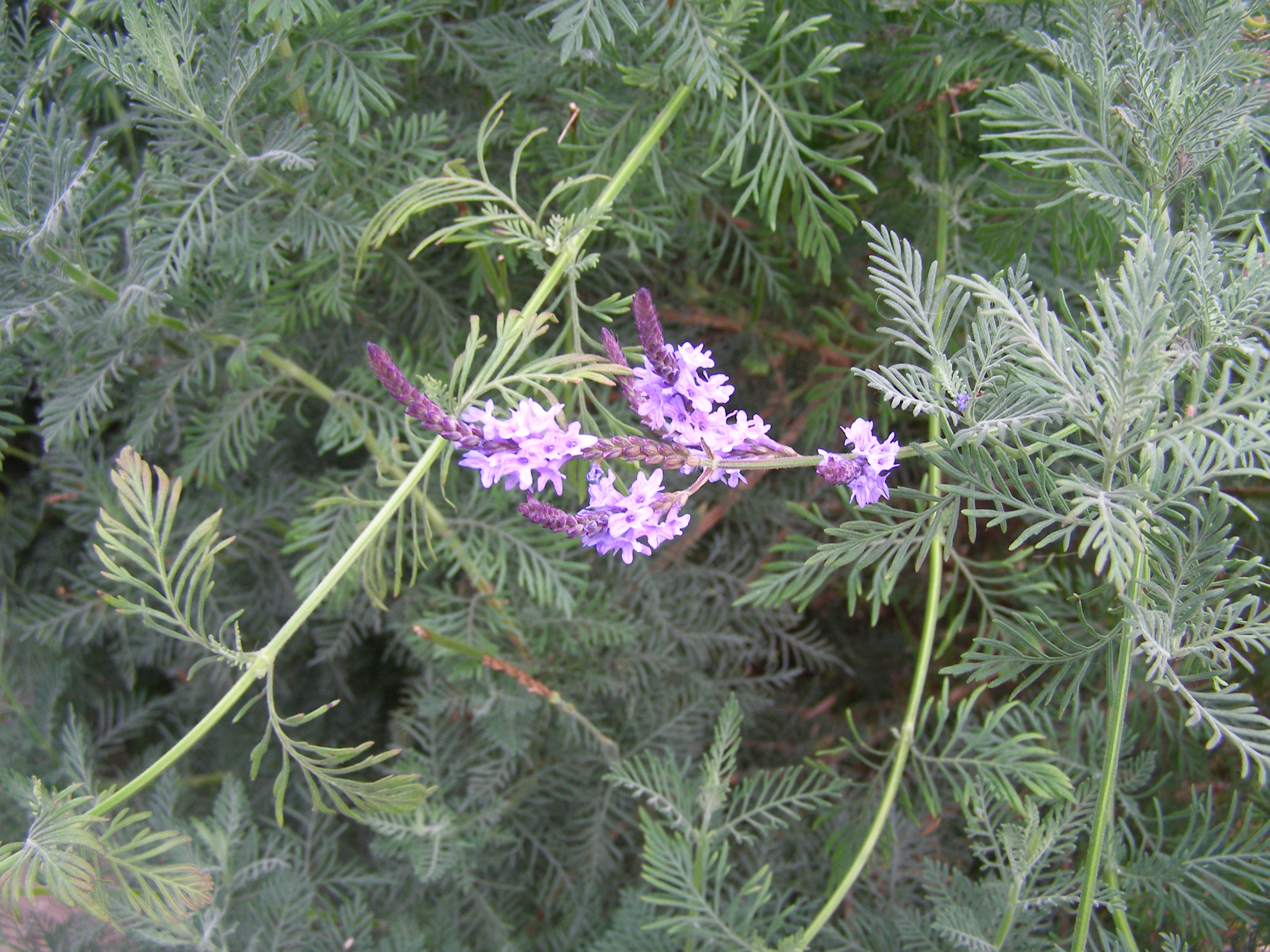